# Francesco Carrozzini
Francesco Carrozzini (Milano, 9 settembre 1982) è un fotografo e regista italiano.

## Biografia
Nato e cresciuto a Milano, figlio della giornalista e direttrice di Vogue Italia Franca Sozzani, ha cominciato a fare foto e girare cortometraggi sin da molto giovane. Ha studiato regia presso l'UCLA di Los Angeles e filosofia all'Università degli Studi di Milano.

### Fotografia
Carrozzini ha un approccio cinematografico alla ritrattistica; ha fotografato le icone del cinema Angelina Jolie, Robert De Niro, Cate Blanchett e Scarlett Johansson; le modelle Naomi Campbell, Linda Evangelista, Milla Jovovich, Stephanie Seymour e Tyra Banks; pop e rock stars come Beyoncé, Lana Del Rey, Sting, Keith Richards, Kanye West, Jay-Z e Nicki Minaj.
Le immagini di Carrozzini sono state pubblicate sulle copertine e pagine di: Vanity Fair, The New Yorker, New York Magazine, W, Rolling Stone, L'Uomo Vogue, Vogue Italia e Pop. I suoi clienti includono Apple Inc., Estee Lauder, Sony Music, Ermenegildo Zegna, Salvatore Ferragamo, DKNY, Tommy Hilfiger, Levi's, Baume & Mercier e Chopard.

### Pubblicità e video musicali
Il primo lavoro di Carrozzini, a 19 anni, fu un promo per MTV Italia.
Nel 2005, commissionato dall'agenzia McCann Erickson, gira il promo internazionale Genio Perpetuo per la 51ª Biennale d'Arte di Venezia 2005 co-regia con Giacomo Gatti
Negli anni seguenti ha diretto spot per Apple Music, Fiat 500 e Tommy Hilfiger. Nel 2009, lo spot "Color Goes Pop" realizzato per Ray Ban è stato candidato per miglior regia al festival della pubblicità di Cannes.
Nel 2013, ha cominciato a realizzare video musicali e ha lavorato con artisti come Beyoncé, Jay-Z e Lenny Kravitz, tra molti altri.

### Cinema
Nel 2016 esce Franca: Chaos and Creation, un documentario che tratta la vita e il lavoro della madre Franca Sozzani e la relazione tra madre e figlio. Il film viene presentato al Festival del Cinema di Venezia e, dopo essere uscito nelle sale, viene venduto a Netflix.
Nel 2021 L'esordio alla regia di un lungometraggio con il film "The Hanging Sun", basato sul romanzo di Jo Nesbo, e presentato in Selezione Ufficiale Fuori Concorso al Festival del Cinema di Venezia 2022. Nel cast Charles Dance, Peter Mullan, Alessandro Borghi e Jessica Brown Findlay. Il film è stato prodotto da Cattleya, Groenlandia e Sky Studios.

## Vita privata
Dal 2014 al 2015 ha avuto una relazione con la cantante Lana Del Rey. Il 7 luglio 2018 ha sposato Katherine Shaffer (detta Bee), figlia di Anna Wintour, direttrice di Vogue America. La coppia ha un figlio, Oliver, nato il 25 ottobre 2021.

## Filmografia
- The Hanging Sun - Sole di mezzanotte (2022)
- Supersex – serie Netflix, episodi 1x03-1x07 (2024)

## Video musicali
- 2017 JAY-Z - Manyfacedgod
- 2015 - Marilyn Manson - The Mephistopheles of Los Angeles
- 2014 - Nicki Minaj - The Pinkprint Movie (Part II: I Lied)
- 2014 - Lana Del Rey - Ultraviolence
- 2014 - Damian Marley- Is It Worth It? (Gunman World)
- 2014 - Lenny Kravitz - New York City
- 2013 - ASAP Rocky - Phoenix
- 2013 - Beyoncé - Jealous